# هارون جيمس (لاعب كرة قدم أسترالية)
هارون جيمس (بالإنجليزية: Aaron James)‏ هو لاعب كرة قدم أسترالية أسترالي، ولد في 31 أكتوبر 1976.

## وصلات خارجية
- هارون جيمس على موقع AustralianFootball.com (الإنجليزية)
- هارون جيمس على موقع AFLtables.com (الإنجليزية)